# Saltation

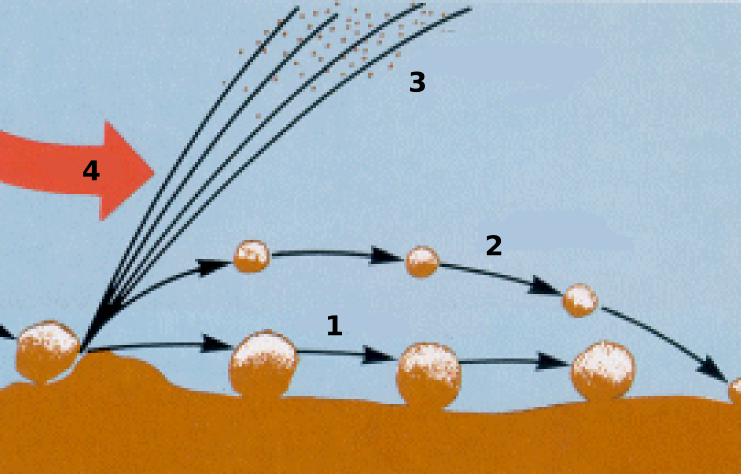
Transport de particules sous l'action du vent ou d'un courant (4) par :
1-traction
2-saltation
3-suspension
.

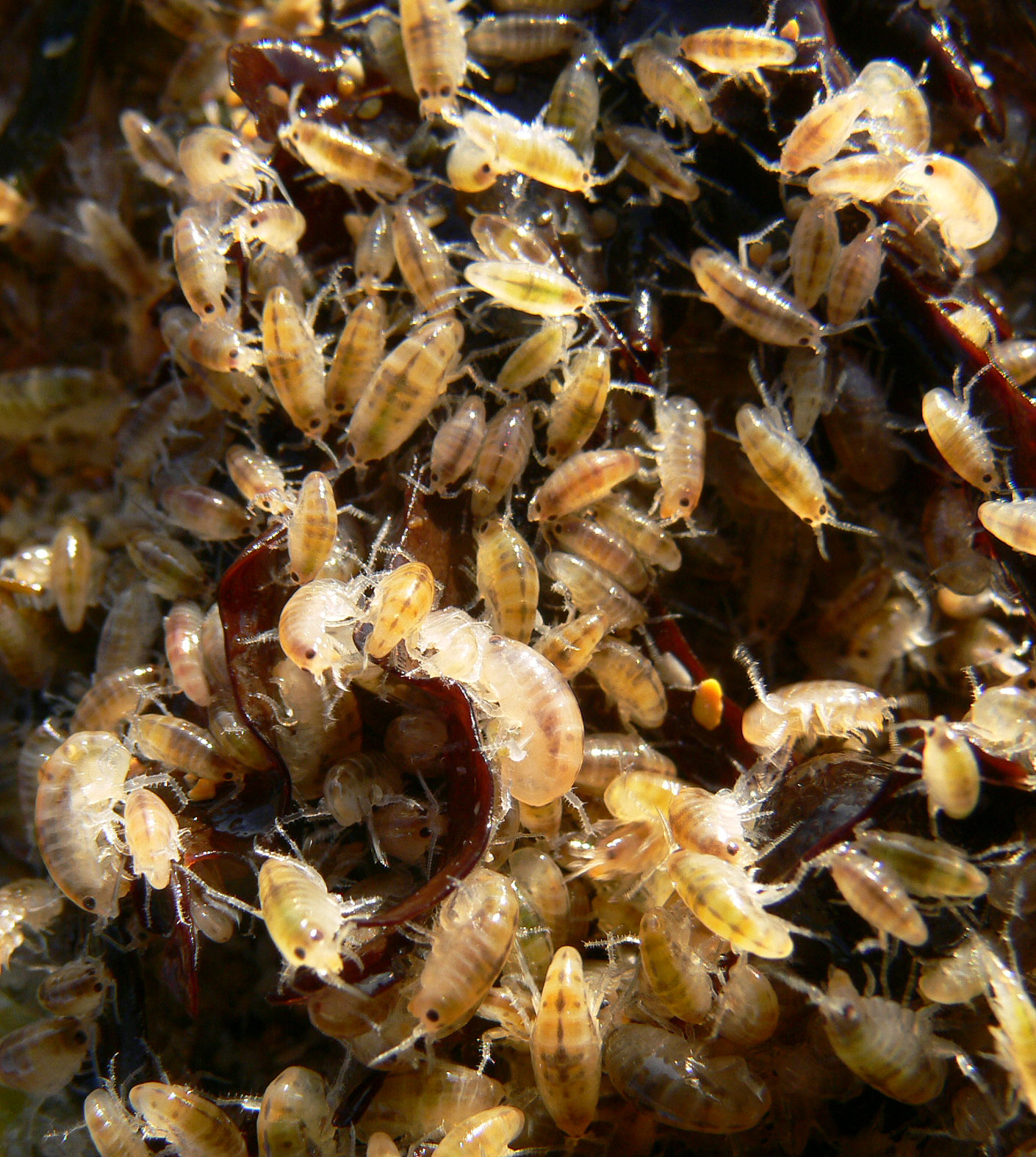
La Puce de mer est l'une des espèces se déplaçant volontiers par saltation, notamment pour échapper à ses prédateurs

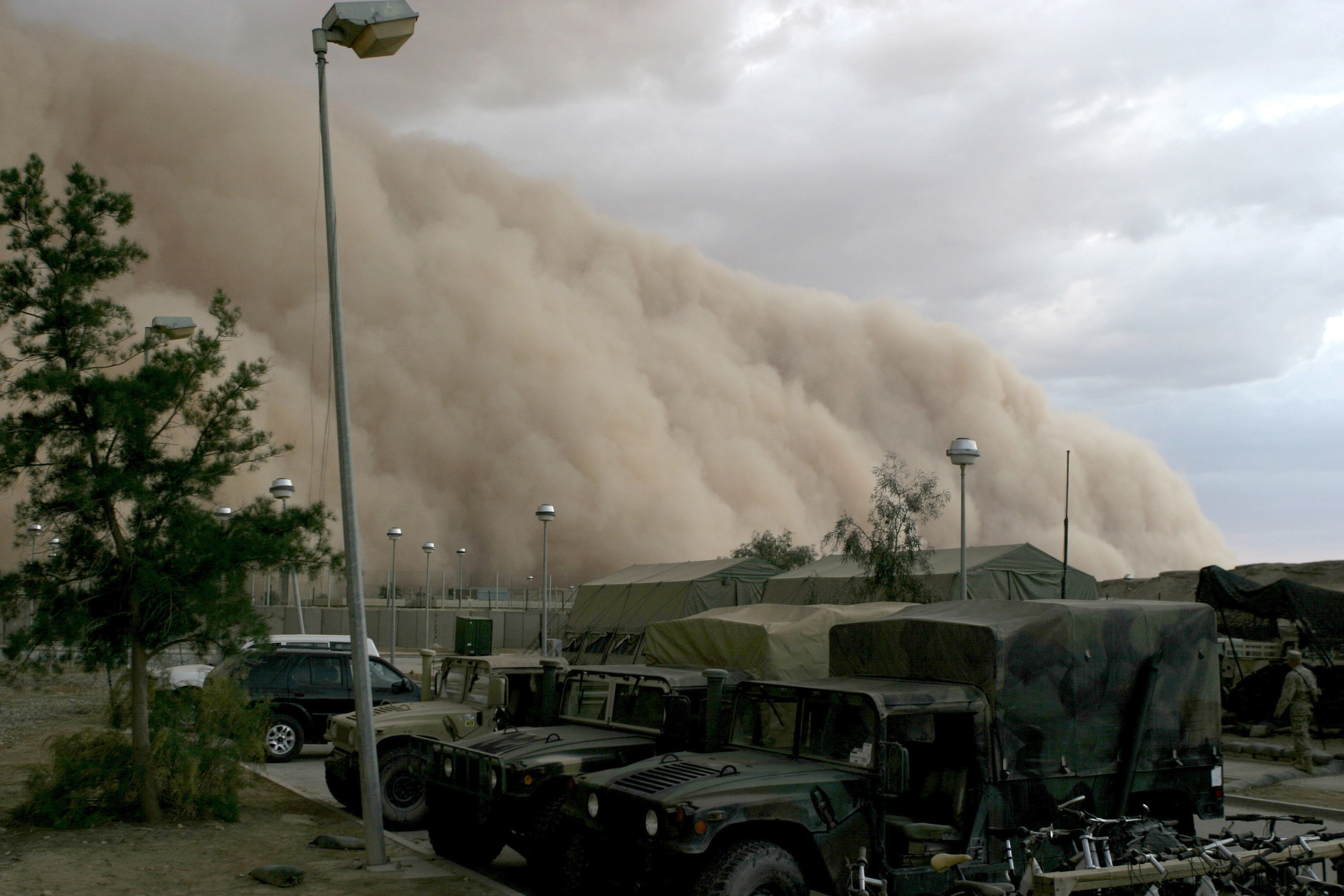
une tempête de sable en Irak, 2005.

La saltation désigne les mouvements irréguliers de sauts d'un point à un autre, notamment :
- En biologie pour les animaux tels que la puce de mer qui se déplacent souvent en sautant.
- Dans une théorie de l'évolution particulière appelée saltationnisme.
- En sédimentologie, il s'agit du processus de transport de sédiment par l'eau ou par le vent. Entrainées par le fluide, les particules (de la taille du sable ou du gravier) se déplacent par sauts.
- En nivologie, ce terme s'emploie aussi pour certains déplacements de certains types de neiges qui, une fois tombés, n'ont pas encore fini leur course, transportés encore par le vent ( le terme reptation est aussi employé) et formant ensuite des irrégularités de manteaux : Congères, surcouches, plaques et amas.